# Římskokatolická farnost Jesenice
Římskokatolická farnost Jesenice je územní společenství římských katolíků ve vikariátu Plzeň-sever. Farním kostelem je kostel sv. Petra a Pavla v Jesenici. Spravována je společně s farnostmi Kralovice a Lubenec. Od r. 1984 do r. 1990 zde působil P. Josef Dolista, který kostel opravil zvnějšku a učinil mnoho oprav uvnitř kostela.

## Území farnosti
Do farnosti náleží území obcí:
Břežany • Čistá • Drahouš • Hořovičky (pouze část Bukov) • Jesenice • Kolešovice (pouze část Zderaz) • Krty • Oráčov • Pšovlky • Řeřichy (mimo část Nový Dvůr) • Šípy • Švihov • Václavy • Velká Chmelištná • Všesulov • Žďár

## Kostely a kaple
| Kostel                      | Místo             | Bohoslužba                  |
| --------------------------- | ----------------- | --------------------------- |
| kostel sv. Markéty          | Břežany           |                             |
| kaple sv. Anny              | Čistá u Rakovníka |                             |
| kostel sv. Václava          | Čistá u Rakovníka | úterý, neděle               |
| kaple Jména Panny Marie     | Tlestky           |                             |
| kostel sv. Jana Nepomuckého | Drahouš           |                             |
| kostel sv. Jakuba Staršího  | Podbořánky        |                             |
| kostel sv. Petra a Pavla    | Jesenice          | středa, neděle              |
| kaple sv. Jana Nepomuckého  | Zderaz            |                             |
| kostel sv. Vojtěcha         | Krty              |                             |
| kostel sv. Jakuba Staršího  | Oráčov            | čtvrtek (1. týden v měsíci) |
| kostel sv. Petra v okovech  | Milíčov           |                             |
| kostel sv. Bartoloměje      | Velká Chmelištná  |                             |
| kostel sv. Martina          | Všesulov          |                             |
| kostel Nejsvětější Trojice  | Otěvěky           |                             |
| kaple sv. Marka             | Žďár              |                             |